# باربارا جونز (دونده)
باربارا جونز (انگلیسی: Barbara Jones؛ زادهٔ ۲۶ مارس ۱۹۳۷) دونده اهل ایالات متحده آمریکا بود.
وی در مسابقات کشوری و بین‌المللی در مجموع برندهٔ ۵ مدال طلا شده‌است.